# Casa Grande Ruins nationalmonument

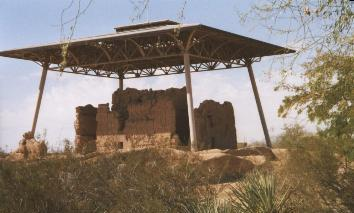
Casa Grande Ruins nationalmonument

Casa Grande Ruins nationalmonument ligger i delstaten Arizona i USA. Där bevaras ruiner efter ett samhälle av Hohokam-indianer.